# Medalha Fields
Medalha Fields, oficialmente conhecida como Medalha Internacional de Descobrimentos Proeminentes em Matemática (em inglês:  International Medal for Outstanding Discoveries in Mathematics), é um prêmio concedido a dois, três ou quatro matemáticos com até 40 anos de idade durante cada Congresso Internacional da União Internacional de Matemática (IMU), que acontece a cada quatro anos. O prêmio é muitas vezes visto como a maior honraria que um matemático pode receber. A Medalha Fields e o Prêmio Abel têm sido muitas vezes descritos como o "Prêmio Nobel dos matemáticos" (mas são diferentes quanto à restrição de idade, pois a Medalha Fields é um prêmio concedido somente a jovens matemáticos de até 40 anos de idade, enquanto o Prêmio Abel leva em conta o conjunto da obra do matemático).
O prêmio também oferece uma quantia em dinheiro, que desde 2006 tem sido de 15 mil dólares canadenses. O nome coloquial da medalha é em homenagem ao matemático canadense John Charles Fields, que foi uma pessoa importante no estabelecimento do prêmio, projetando a própria medalha e financiando o componente monetário da honraria.
A medalha foi entregue pela primeira vez em 1936, para o matemático finlandês Lars Ahlfors e o matemático norte-americano Jesse Douglas, e tem sido entregue a cada quatro anos desde 1950. Sua finalidade é dar reconhecimento e apoio a jovens pesquisadores matemáticos que fizeram grandes contribuições para este campo da ciência.
Em 2014, Maryam Mirzakhani se tornou a primeira mulher, assim como a primeira iraniana a receber o prêmio, enquanto Artur Ávila tornou-se o primeiro matemático da América Latina a ser condecorado com a Medalha Fields.

## Laureados[10]
| Ano  | N.º | Imagem | Nome                       | País                        | Instituição de doutoramento, ano, orientador                                                           |
| ---- | --- | ------ | -------------------------- | --------------------------- | --- |
| 1936 | 1   |        | Lars Valerian Ahlfors      | Finlândia                   | Helsingin Yliopisto (Finlândia), 1932, Ernst Leonard Lindelöf e Rolf Nevanlinna                        |
| 1936 | 2   |        | Jesse Douglas              | Estados Unidos              | Columbia University (Estados Unidos), 1921, Edward Kasner                                              |
| 1950 | 3   |        | Laurent Schwartz           | França                      | Université Louis Pasteur (França), 1943, Georges Valiron                                               |
| 1950 | 4   |        | Atle Selberg               | Noruega                     | Universitetet i Oslo (Noruega), 1943, desconhecido                                                     |
| 1954 | 5   |        | Kunihiko Kodaira           | Japão                       | Tokyo Imperial University (Japão), 1949, Shokichi Iyanaga                                              |
| 1954 | 6   |        | Jean-Pierre Serre          | França                      | Université Paris IV-Sorbonne (França), 1951, Henri Cartan                                              |
| 1958 | 7   |        | Klaus Friedrich Roth       | Reino Unido                 | University of London (Reino Unido), 1950, Theodor Estermann                                            |
| 1958 | 8   |        | René Thom                  | França                      | Université de Paris (França), 1951, Henri Cartan                                                       |
| 1962 | 9   |        | Lars Hörmander             | Suécia                      | Lund University (Suécia), 1955, Marcel Riesz e Lars Gårding                                            |
| 1962 | 10  |        | John Milnor                | Estados Unidos              | Princeton University (Estados Unidos), 1954, Ralph Fox                                                 |
| 1966 | 11  |        | Michael Atiyah             | Reino Unido                 | University of Cambridge (Reino Unido), 1955, William Vallance Douglas Hodge                            |
| 1966 | 12  |        | Paul Cohen                 | Estados Unidos              | The University of Chicago (Estados Unidos), 1958, Antoni Zygmund                                       |
| 1966 | 13  |        | Alexander Grothendieck     | França                      | Université Henri Poincaré Nancy 1 (França), 1953, Laurent Schwartz e Jean Dieudonné                    |
| 1966 | 14  |        | Stephen Smale              | Estados Unidos              | University of Michigan (Estados Unidos), 1957, Raoul Bott                                              |
| 1970 | 15  |        | Alan Baker                 | Reino Unido                 | University of Cambridge, 1964, Harold Davenport                                                        |
| 1970 | 16  |        | Heisuke Hironaka           | Japão                       | |
| 1970 | 17  |        | Sergei Novikov             | Rússia                      | |
| 1970 | 18  |        | John Griggs Thompson       | Estados Unidos              | |
| 1974 | 19  |        | Enrico Bombieri            | Itália                      | Università di Milano, Giovanni Ricci                                                                   |
| 1974 | 20  |        | David Mumford              | Estados Unidos              | Harvard University, 1961,                                                                              |
| 1978 | 21  |        | Pierre Deligne             | Bélgica                     | |
| 1978 | 22  |        | Charles Fefferman          | Estados Unidos              | |
| 1978 | 23  |        | Grigory Margulis           | Rússia                      | |
| 1978 | 24  |        | Daniel Quillen             | Estados Unidos              | |
| 1982 | 25  |        | Alain Connes               | França                      | |
| 1982 | 26  |        | William Thurston           | Estados Unidos              | |
| 1982 | 27  |        | Shing-Tung Yau             | China · Estados Unidos      | |
| 1986 | 28  |        | Simon Donaldson            | Reino Unido                 | |
| 1986 | 29  |        | Gerd Faltings              | Alemanha                    | |
| 1986 | 30  |        | Michael Freedman           | Estados Unidos              | |
| 1990 | 31  |        | Vladimir Drinfeld          | Ucrânia                     | |
| 1990 | 32  |        | Vaughan Jones              | Nova Zelândia               | |
| 1990 | 33  |        | Shigefumi Mori             | Japão                       | |
| 1990 | 34  |        | Edward Witten              | Estados Unidos              | |
| 1994 | 35  |        | Efim Zelmanov              | Rússia                      | |
| 1994 | 36  |        | Pierre-Louis Lions         | França                      | |
| 1994 | 37  |        | Jean Bourgain              | Bélgica                     | Institut des Hautes Études Scientifiques (França) 1977, Freddy Delbaen                                 |
| 1994 | 38  |        | Jean-Christophe Yoccoz     | França                      | |
| 1998 | 39  |        | Richard Borcherds          | África do Sul · Reino Unido | |
| 1998 | 40  |        | William Timothy Gowers     | Reino Unido                 | |
| 1998 | 41  |        | Maxim Kontsevich           | Rússia · França             | |
| 1998 | 42  |        | Curtis McMullen            | Estados Unidos              | |
| 2002 | 43  |        | Laurent Lafforgue          | França                      | |
| 2002 | 44  |        | Vladimir Voevodsky         | Rússia                      | |
| 2006 | 45  |        | Andrei Okounkov            | Rússia                      | Moscow State University (Rússia), 1995, Alexandre Kirillov                                             |
| 2006 | 46  |        | Grigori Perelman (recusou) | Rússia                      | St. Petersburg State University (Rússia), 1990, Aleksandr Danilovich Aleksandrov e Yuri Burago         |
| 2006 | 47  |        | Terence Tao                | Austrália                   | Princeton University (Estados Unidos), 1996, Elias Stein                                               |
| 2006 | 48  |        | Wendelin Werner            | França                      | Université Paris VI - Pierre et Marie Curie (França), 1993, Jean-François Le Gall                      |
| 2010 | 49  |        | Elon Lindenstrauss         | Israel                      | Hebrew University (Israel), 1999, Benjamin Weiss                                                       |
| 2010 | 50  |        | Ngô Bảo Châu               | Vietname · França           | Université Paris-Sud XI - Orsay (França), 1997, Gérard Laumon                                          |
| 2010 | 51  |        | Stanislav Smirnov          | Rússia                      | California Institute of Technology (Estados Unidos), 1996, Nikolai G. Makarov e Victor Petrovich Havin |
| 2010 | 52  |        | Cédric Villani             | França                      | 1998, Pierre-Louis Lions                                                                               |
| 2014 | 53  |        | Artur Ávila                | Brasil · França             | Instituto de Matemática Pura e Aplicada (Brasil), 2001, Welington de Melo                              |
| 2014 | 54  |        | Manjul Bhargava            | Canadá · Estados Unidos     | Princeton University (Estados Unidos), 2001, Andrew Wiles                                              |
| 2014 | 55  |        | Martin Hairer              | Áustria                     | Université de Genève (Suíça), 2001, Jean-Pierre Eckmann                                                |
| 2014 | 56  |        | Maryam Mirzakhani          | Irã                         | Harvard University (Estados Unidos), 2004, Curtis McMullen                                             |
| 2018 | 57  |        | Caucher Birkar             | Irã                         | Universidade de Cambridge Ivan Fesenko e Vyacheslav Shokurov                                           |
| 2018 | 58  |        | Alessio Figalli            | Itália                      | Instituto Federal de Tecnologia de Zurique Luigi Ambrosio e Cédric Villani                             |
| 2018 | 59  |        | Peter Scholze              | Alemanha                    | Universidade de Bonn Michael Rapoport                                                                  |
| 2018 | 60  |        | Akshay Venkatesh           | Índia · Austrália           | Instituto de Estudos Avançados de Princeton Peter Sarnak                                               |
| 2022 | 61  |        | Hugo Duminil-Copin         | França                      | |
| 2022 | 62  |        | June Huh                   | Estados Unidos              | |
| 2022 | 63  |        | James Maynard              | Reino Unido                 | |
| 2022 | 64  |        | Maryna Viazovska           | Ucrânia                     | |

## Comparação com Prêmio Nobel
Quando uma mídia não especializada se refere à medalha Fields, dirigindo-se a um público que supostamente não a conheça, geralmente estabelecem uma analogia com o prêmio Nobel, por este ser mais conhecido, e citam a medalha Fields como o "Nobel da Matemática". Isso pode produzir a impressão incorreta de que o prêmio Nobel é uma distinção mais notável, e essa impressão inadequada acaba sendo corroborada pelos valores monetários que acompanham cada prêmio. No entanto são distinções de magnitude semelhante, no aspecto de méritos intelectuais dos laureados e relevância das contribuições para o desenvolvimento de sua área de investigação. Alguns consideram, inclusive, que a medalha Fields seja uma honraria superior ao Nobel, pelos seguintes motivos:
1. O prêmio Nobel é anual, enquanto a Medalha Fields é quadrienal.
2. O Prêmio Nobel é oferecido em 6 categorias.
3. Muitos trabalhos distinguidos com o Nobel são relativamente triviais, cujas descobertas emergiram espontaneamente dos estudos realizados, sem necessidade de um insight genial, ao passo que os trabalhos aos quais foram conferidas Medalhas Fields sempre exigiram um nível muito elevado de abstração, criatividade, um trabalho analítico profundo e rigoroso.
4. Há mais fatores políticos e burocráticos associados à homologação do Nobel. Hitler foi indicado para o Nobel da Paz e quase foi laureado. Bush recebeu a oferta de um Nobel da Paz, se não invadisse o Iraque. Penzias e Wilson receberam o Nobel por um trabalho cujo mérito intelectual caberia a Gamow, Einstein nunca recebeu um Nobel por sua Teoria da Relatividade [mas ganhou em 1921 pela "Teoria do Efeito Fotoelétrico]", Zweig desenvolveu a Teoria dos Ases em 1961, antes de Gell-Mann, porém a revista para a qual enviou seu artigo recusou-se a publicá-lo, e em 1969 Gell-Mann recebeu o Nobel por sua Teoria dos Quarks, que é essencialmente igual à Teoria dos Ases de Zweig.[13][14][15]

De modo geral, a Medalha Fields representa com maior fidelidade os méritos intelectuais do matemático, enquanto o Nobel muitas vezes combina méritos com fatores políticos. Por estes motivos, alguns consideram a Medalha Fields uma distinção mais elevada que o Nobel. Como se trata de uma avaliação subjetiva, há margem para uma larga variedade de opiniões. Há também algumas controvérsias sobre o Prêmio Abel ser mais expressivo que a Medalha Fields.
Além disso, a medalha Fields só é dada para jovens matemáticos (com até 40 anos), enquanto que o prêmio Nobel não tem limite de idade.